# دعلج السجزي
دعلج السجزي هو دعلج بن أحمد بن دعلج البغدادي السجزي، أبو محمد، الفَقِيه الحُجَّة مُحَدِّث بغداد في عصره. أصله من سجستان، عاش في مكة ثم استوطن بغداد، وله المسند الكبير ومسند المقلين. توفي (عام 351 هـ - 962 م).